# Stöde kanal
Stöde kanal är en kanal som ligger i Medelpad, i Västernorrlands län, i älven Ljungan mellan Torpsjön och Stödesjön.
Kanalen byggdes 1864-1870 och är 48 kilometer lång, varav 0,7 kilometer utgör bearbetad längd. Kanalen var 1,5 meter djup och hade två slussar vid Edeforsen med sammanlagt cirka 6 meter höjdskillnad. Båtar kunde då gå från en plats 20 km från Sundsvall till Fränsta 45 km längre västerut.
I samband med att trafiken på Sundsvall-Torpshammars Järnväg kom igång upphörde trafiken på Stöde kanal 1877. År 1880 hävdes underhållsskyldigheten. Kraftverket vid Edeforsen använder numera kanalleden.